# Laure Diebold
Pour les articles homonymes, voir Diebold (homonymie).
Laure Diebold, née Laurentine Mutschler, le 10 janvier 1915 à Erstein (Bas-Rhin) et morte le 17 octobre 1965 dans le 9e arrondissement de Lyon, est une résistante française. Secrétaire de Jean Moulin, elle fut faite compagnon de la Libération alors qu'elle était portée disparue en Allemagne.

## Biographie
Laurentine Mutschler naît allemande le 10 janvier 1915 à Erstein, l'Alsace faisant alors partie de l'Empire allemand. Cependant, sa famille reste fidèle à la France. Sa mère, Philomène, née Blanchée à Nordhouse, est secrétaire à la filature de laine d'Erstein et de religion catholique. Son père, Florent Mutschler, né à Hindisheim, est ébéniste et de religion catholique. Tous s'installent le 1er avril 1920 à Sainte-Marie-aux-Mines. Laure obtient un diplôme de sténo-dactylo et se fiance dans les années 1930 avec Eugène Diebold, secrétaire de la mairie de la commune. Elle est catholique, il est protestant. À la fin de ses études, elle entre comme secrétaire aux Établissements Baumgartner. Lors de la « drôle de guerre », elle est secrétaire d'un industriel de Saint-Dié.

### En Alsace annexée
Après l'invasion allemande, fin juillet 1940, elle reste en Alsace annexée. Elle rejoint une filière de passeurs. Très souvent, elle héberge des prisonniers de guerre évadés au domicile paternel, 46 rue Jean-Jaurès à Sainte-Marie-aux-Mines, ainsi que chez Eugène, son fiancé. Dès 1940, elle s'associe au cercle de résistants du docteur Bareiss, rattaché à l'Armée des Volontaires. Repérée, elle doit quitter l'Alsace. La veille de Noël 1941, elle fuit à Lyon, dans la zone libre, cachée dans une locomotive.

### Lyon avant l'occupation
Comme Marguerite Moret, Laure Diebold est secrétaire au bureau d'entraide des réfugiés d'Alsace-Lorraine, un service officiel. Le 31 janvier 1942, elle épouse son fiancé Eugène Diebold, réfugié, comme elle, à Lyon et prisonnier de guerre évadé. En mai 1942, elle entre avec lui au réseau Mithridate où, en qualité d'agent de liaison, elle recueille des informations qu'elle code et fait passer sous forme de courrier à Londres pour l'Intelligence Service. Le 18 juillet 1942, elle est arrêtée, avec son mari, par la police française, mais tous deux sont relâchés six jours plus tard, faute de preuves. Réfugiée à Aix-les-Bains, Laure Diebold devient « Mona » dans la clandestinité,.
En septembre 1942, Marguerite Moret la présente à Daniel Cordier, qui la recrute en tant que secrétaire dactylo (agent no 8382) sous le pseudonyme de « Mado » pour le secrétariat de la délégation de Jean Moulin en zone libre, au service du Bureau central de renseignements et d'action (BCRA). Intelligente et courageuse, travaillant sous les ordres directs de Daniel Cordier, elle accomplit ses tâches « avec une passion tenace qui ne se démentit jamais », jour et nuit, d'abord à Villeurbanne puis près de la place lyonnaise des Terreaux. Cordier raconte a posteriori leur rencontre :

« Dès l'arrivée de la jeune Alsacienne, je suis conquis. Elle est menue et petite, en dépit de talons rehaussés. Mais avec son visage expressif, son regard ardent, sa poignée de main énergique, elle respire la franchise et la volonté. […] Je lui explique son travail – dactylographier télégrammes, lettres et rapports, tenir la comptabilité et m’aider à chiffrer et déchiffrer les textes échangés avec Londres. »

Le 8 décembre 1942, elle rencontre Jean Moulin, alias Rex, pour la seule et unique fois, tapant pour lui à la machine un rapport urgent. Le secrétariat compte bientôt une quinzaine de personnes, dont Laure Diebold est « la pierre angulaire », note Daniel Cordier.

### Paris occupé
Lors de son voyage à Londres en février et mars 1943, Jean Moulin est nommé par de Gaulle son seul représentant pour l'ensemble du territoire métropolitain ; il décide donc d'installer à Paris la direction de ses services et donne l'ordre à Cordier d'y déménager afin d'implanter la Délégation en zone occupée. Le 25 mars 1943, celui-ci part pour Paris afin d'y organiser le nouveau secrétariat, et emmène avec lui la majorité de son équipe, à savoir Laure Diebold, Hugues Limonti, Georges Archimbaud, Charles Rapp et Suzanne Olivier. Cependant, comme on ne parvient pas à établir de liaison radio avec Londres depuis la Zone Nord, Cordier laisse Maurice de Cheveigné à Lyon pour écouler le trafic radio des deux zones, et par conséquent, chaque jour, Suzanne Olivier fait le trajet Paris-Lyon et retour, alors que Joseph Van Dievort fait le trajet Lyon-Paris et retour, afin de transmettre les messages.
Travaillant dans des bureaux situés rue Vavin puis rue de la Pompe, Laure Diebold réside alors chez son frère à Fontenay-aux-Roses. Elle tape notamment l'annonce de la première réunion du Conseil national de la Résistance. À la suite de l'arrestation de Jean Moulin, elle poursuit son travail de secrétariat à la délégation, travaillant aux côtés de Claude Bouchinet-Serreules puis de Georges Bidault. Après la guerre, ses services seront validés par les Forces françaises libres, en qualité d'agent « P 2 », assimilé au grade de lieutenant.

### Déportation
À la suite de la perquisition des Allemands au siège de la Délégation générale à Paris, dirigée par Claude Bouchinet-Serreulles et Jacques Bingen, et au démantèlement de nombreux réseaux parisiens consécutifs à « l'affaire de la rue de la Pompe », avec l'arrestation de Pierre puis celle de Jacqueline Pery d'Alincourt, Laure et Eugène Diebold sont arrêtés le 24 septembre 1943 et détenus à la prison de Fresnes,.
Elle réussit à convaincre la Gestapo qu'elle n'a fait que servir de boîte aux lettres et échappe ainsi à la torture, au contraire de son mari, qui pourtant ne sait rien. Le 17 janvier 1944, elle est déportée à la prison de Sarrebruck. Du 28 janvier au 13 juin 1944, elle est en prison à Strasbourg, puis au camp de sûreté de Vorbruck-Schirmeck. Elle est ensuite transférée à la prison de Gaggenau, revient au camp de Schirmeck, est envoyée à la prison de Mulhouse, puis dans une prison berlinoise. Déportée à Ravensbrück, elle est ensuite transférée près d'Altenbourg, au Kommando de Meuselwitz, satellite de Buchenwald, puis, le 6 octobre 1944, au Kommando de Leipzig-Taucha, autre satellite de Buchenwald. Eugène, Hugues Limonti et Suzanne Olivier sont eux aussi déportés. Le 20 novembre, elle est faite compagnon de la Libération sur proposition du colonel Passy ; elle est l'une des six femmes à obtenir cette distinction. Gravement malade (typhus, angine diphtérique), mourante, elle échappe à la mort grâce à l'intervention d'un médecin tchèque du laboratoire du camp. Il escamote sa fiche à deux reprises et lui évite l'envoi au crématoire.

### Libération
Libérée en avril 1945 par les Américains, Laure Diebold rentre à Paris, où elle arrive, très affaiblie, le 16 mai 1945, et y retrouve son mari, également de retour de déportation et lui aussi mal en point. Elle vit alors dans le dénuement, habitant une dépendance de la maison de son frère René, que le couple surnomme avec ironie « villa Ravensbrück ».
Le 18 juillet 1946, le général Paul Legentilhomme la décore de la croix de la Libération dans la cour des Invalides.

### Après-guerre
Laure Diebold est d'abord employée à la Direction générale des études et recherches (DGER), successeur du BCRA. Elle aurait aussi travaillé pour le secrétariat de la présidence du Conseil, bien qu'aucune archive ne le confirme. En 1947, elle accompagne à Moscou son ancien chef devenu ministre des Affaires étrangères, Georges Bidault, pour assister à une conférence sur la paix. En 1950, elle part à Étueffont-Bas (Territoire de Belfort), où elle travaille avec son mari dans une usine de tissage. En 1957, elle entre comme secrétaire dans une entreprise lyonnaise, Rhodiacéta, où elle devient secrétaire et bibliothécaire.
Cordier a expliqué que, après la guerre, il a voulu tourner la page, comme il se l'était promis à Delville Camp en juillet 1940, afin de ne pas se comporter comme les anciens combattants de la Grande Guerre qui ressassaient leurs anecdotes. Cependant, il a toujours conservé pour tous ses camarades « une admiration, une estime [qu'il n'a] eues pour personne d'autre ».
En 1964, à l'occasion de la translation au Panthéon des cendres de Jean Moulin, elle retrouve durant une nuit précédant l'évènement, sur la place déserte et glaciale entourant l'édifice, une partie de son ancienne équipe (Daniel Cordier, Hugues Limonti et Suzanne Olivier), dont les membres s'étaient éloignés après la guerre.
Laure Diebold meurt le 17 octobre 1965 à son domicile du 9e arrondissement de Lyon,. Elle est enterrée selon son désir dans le modeste cimetière de Sainte-Marie-aux-Mines le 21 octobre, où elle avait passé son enfance et connu son mari. Elle avait exigé une cérémonie simple. Sur sa tombe est indiqué « mort pour la France », du fait des souffrances physiques endurées par la déportation, ainsi qu'une mention de son statut de compagnon de la Libération. Un hommage militaire lui est rendu en la cathédrale Saint-Jean de Lyon. Mort en 1977, son mari est enterré avec elle, dans le carré protestant.

## Distinctions et honneurs

### Décorations nationales
Laure Diebold est titulaire de plusieurs décorations mais, très modeste, « jamais elle ne réclamera quoi que ce soit » note Le Monde. Ce sont ses proches qui en ont fait la demande.
- Chevalier de la Légion d'honneur

- Compagnon de la Libération (décret du 20 novembre 1944) Liste des Compagnons de la Libération

Liste des Compagnons de la Libération

- Croix de guerre 1939–1945
- Médaille commémorative des services volontaires dans la France libre

### Postérité et hommages
Discrète, ce qui lui fut utile durant la guerre, elle laisse peu de traces, Le Monde notant ainsi que c'est « un casse-tête quand il s'agit de s'atteler à sa biographie et de ramasser les rares indices laissés en chemin ». Oubliée durant des décennies en dehors de l'Alsace, n'apparaissant qu'en marge de certains ouvrages consacrés à Jean Moulin, elle « renaît » sous la plume d'Anne-Marie Wimmer qui, après des recherches dans les archives, publie en 2011 le livre Code : Mado : Mais qui donc est Laure Diebold-Mutschler ?. Chef du service archives et patrimoine du val d'Argent, David Bouvier estime que cette amnésie est due d'une part au fait qu'il s'agissait d'une femme, le rôle des femmes dans la Résistance ayant été minimisé, d'autre part au fait qu'elle était Alsacienne, le souvenir des « malgré-nous » ayant terni l'image de la région. Pour sa part, Anne-Marie Wimmer considère que Daniel Cordier n'a pas suffisamment mentionné son rôle dans ses mémoires, qui font autorité sur l'histoire de la Résistance ; les archives révèlent toutefois que ce dernier s'est longtemps préoccupé du sort de Laure Diebold après la guerre, la faisant par exemple embaucher à la DGER. Ne faisant partie d'aucun mouvement politique, elle s'est enfin trouvée exclue des commémorations partisanes, chaque camp promouvant ses propres martyrs ; sa modestie a également nui à ce qu'elle reçoive plus d'hommages.

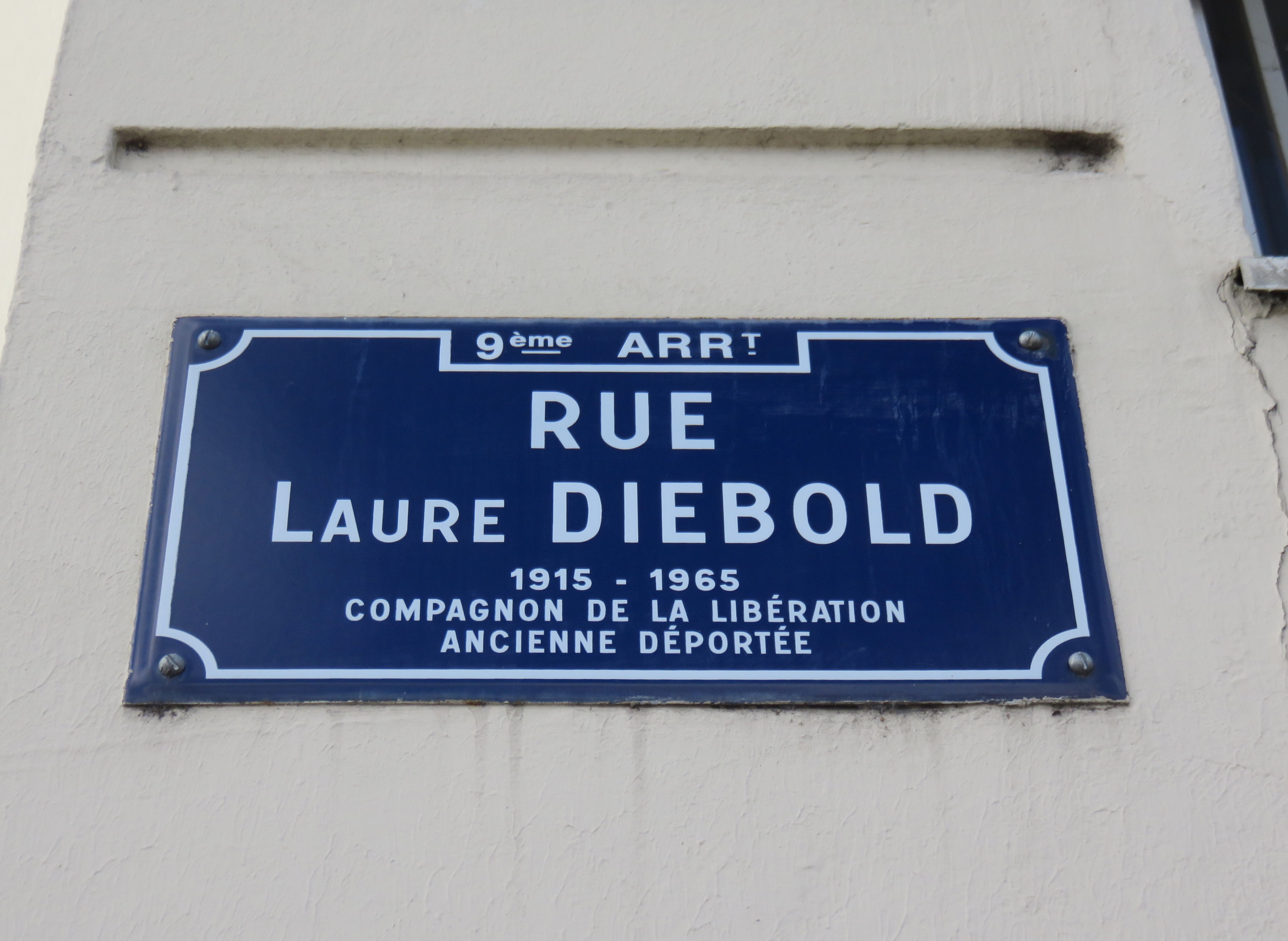
Plaque de la rue Laure-Diebold à Lyon.

Plusieurs rues et places portent son nom :
- une rue à Lyon (9e arrondissement)[3] ;
- une rue à Gueugnon (Saône-et-Loire) ;
- une place de Sainte-Marie-aux-Mines (Haut-Rhin) sous le nom de Laure Diebold-Mutschler ainsi qu'un monument, inaugurés en 1982 ; une plaque commémorative se trouve aussi au 46 rue Jean-Jaurès, devant la maison familiale. À l'entrée du cimetière où elle est inhumée, une « plaque très récente » note Le Monde en 2021 mentionne : « Laure Diebold-Mutschler, secrétaire particulière de Jean Moulin »[3] ;
- une rue à Erstein (Bas-Rhin)[3],[20];
- une rue à Illkirch-Graffenstaden (Bas-Rhin)[20] ;
- une rue Laure-Diebold à Paris (depuis 2014 dans le quartier rénové de la ZAC Beaujon, dans le 8e arrondissement)[21],[3] ;
- une allée à Strasbourg (Bas-Rhin), quartier de la Robertsau (13 janvier 2020)[22],[20].
- une rue à Marckolsheim ( Bas-Rhin )
- un square à Grenoble (Isère)[23].

En janvier 2015, une plaque commémorative est dévoilée à l'emplacement de sa maison natale à Erstein, à l’époque restaurant Zum Goldenen Faß (Au Tonneau d’Or), aujourd’hui remplacé par un parking, à l'angle de la rue du Général-de-Gaulle et de la rue du Renard,.
Un timbre postal à son effigie d'une valeur faciale de 0,68 € paraît le 19 octobre 2015.
Le groupe EBRA lance le 8 mars 2024 le prix littéraire « Mado » en hommage à Laure Diebold et aux personnalités féminines engagées.

### Filmographie
- Alias Caracalla, au cœur de la résistance (téléfilm), réalisé par Alain Tasma en 2013, France 3, jouée par Géraldine Martineau[28].